# Tilleul de danse de Galenbeck
Le tilleul de danse de Galenbeck (allemand : Galenbecker Tanzlinde) ou Luisenlinde (tilleul de Louise, en l'honneur de Louise de Mecklembourg-Strelitz) est un tilleul de danse situé à Galenbeck, arrondissement du Plateau des lacs mecklembourgeois, dans le land de Mecklembourg-Poméranie-Occidentale. C'est le seul tilleul de danse dans ce land

## Description
C'est un tilleul commun (Tilia × europaea) de 14 mètres de hauteur. Planté en 1788, il avait 234 ans en 2022.
À l'origine, il possédait trois étages.
Au-dessus, à environ trois mètres de hauteur, la piste de danse repose désormais sur une structure octogonale en treillis reconstruite en 1993

## Situation et histoire

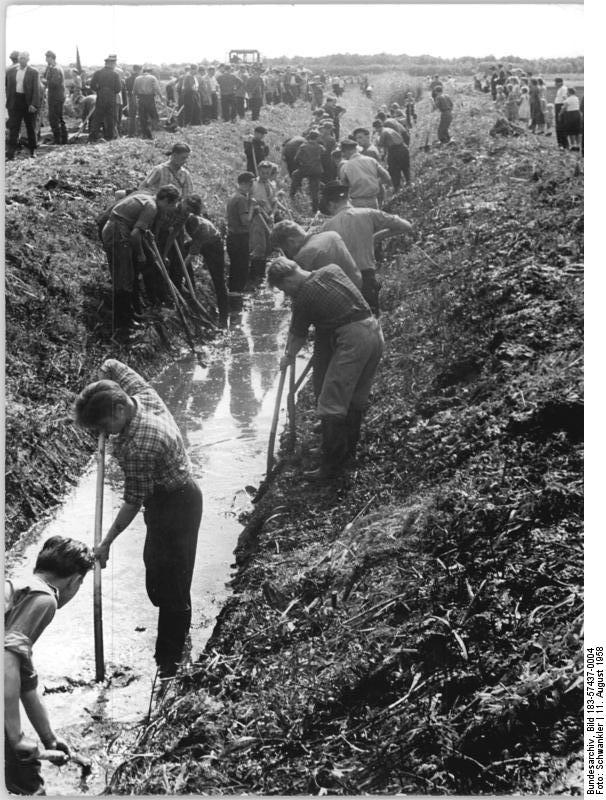
Membres de la Jeunesse libre allemande creusant à proximité des fossés de drainage en 1958.

Il se trouve sur l'ancien parc du domaine et fut planté en 1788 en l'honneur de Louise de Mecklembourg-Strelitz. Certaines sources évoquent une plantation lors de sa mort, mais celle-ci eut lieu en 1810. 
Il se trouve près des chênes de Rattey.
Pour expliquer son aménagement, les habitants de Galenbeck racontent que les seigneurs aimaient prendre le thé ou le café dans l'arbre par beau temps. De là, la vue sur le paysage est magnifique. Et comme ils voulaient offrir quelque chose aux employés du village, les servantes et les valets pouvaient s'y retrouver après le travail. 
Sur le domaine, outre les vestiges du château de la famille von Rieben (de) et une église imposante (de), on y trouve l'ancien manoir des Belling - dans lequel fut emprisonné en 1760 Gebhard Leberecht von Blücher, plus tard maréchal général prussien (General Vorwärts) et qui joua un rôle déterminant dans la victoire sur Napoléon. 
À proximité de l'arbre, lors de l'époque de la RDA : la grande prairie de Friedländer (de), qui jouxte la réserve naturelle du lac de Galenbeck, était dans les années 50 un projet géant de la Jeunesse libre allemande. Plus de 6000 jeunes y ont creusé des fossés de drainage.
Il a été remis en état en 2022, mais son statut de monument naturel et historique complique les réparations

## Utilisation
Chaque année, la fête du village a lieu sous le tilleul. 